# Краснохвостый амазон
Краснохвостый амазон (лат. Amazona brasiliensis) — птица семейства попугаевых. Одно время рассматривался как подвид синещёкого амазона.

## Внешний вид
Длина тела 46 см, хвоста 11 см. Основная окраска зелёная, на голове — с фиолетово-голубым оттенком. В верхней части головы имеется пятно оранжево-жёлтого цвета, на крыльях оранжевое «зеркальце». Лоб, уздечка и края крыльев красные. Основание хвоста малиновое, заканчивается жёлтой каймой. Клюв коричнево-розовый. Радужка оранжевая. Лапы серые.

## Распространение
Обитает на юго-востоке Бразилии от Сан-Паулу до Санта-Катарины.

## Образ жизни
Населяют тропические сельвы, мангровые заросли. Питаются преимущественно плодами Callophyllum brasiliense, Syagrus romanzoffianum и Psidium cattleyanum.

## Угрозы и охрана
Очень редок из-за вырубки лесов и незаконного отлова, находится на грани исчезновения. К концу XX века популяция насчитывала около 3000 особей. Внесён в Приложение I САЙТС.